# Jean-Claude Fruteau
Jean-Claude Fruteau (* 6. Juni 1947 in Saint-Benoît auf der Insel Réunion; † 28. April 2022) war ein französischer Politiker der Parti socialiste (PS).

## Werdegang
Fruteau erhielt 1972 die Lehrbefähigung, die Agrégation für Philologie, und war danach als Professor der obersten Stufe tätig. Bei der PS war er fast zwanzig Jahre lang erster Sekretär im Département Réunion. Von 1983 bis 1999 war er Bürgermeister von Saint-Benoît und saß auch viele Jahre im Generalrat des Départements. Von 1999 bis 2007 gehörte er dem Europäischen Parlament für die Übersee-Départements an. Ab 2007 war er Mitglied der Assemblée nationale für den fünften Wahlkreis von Réunion. Fruteau starb am 28. April 2022 im Alter von 74 Jahren.